# تلسکوپ فرابنفش هاپکینز

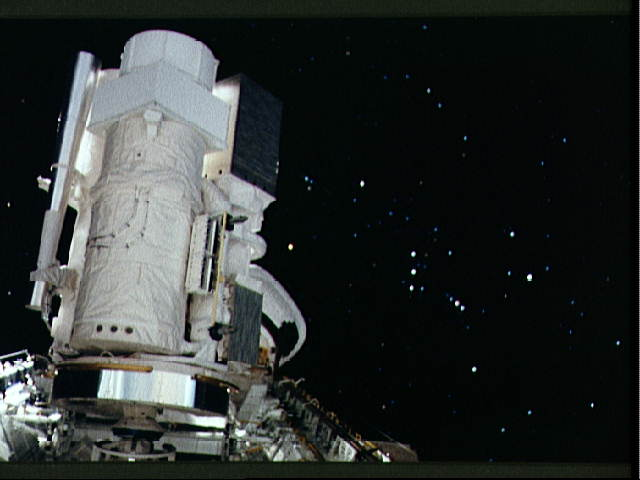
تلسکوپ فرابنفش هاپکینز بر روی عرشه شاتل فضایی در مدار زمین

تلسکوپ فرابنفش هاپکینز(به انگلیسی: Hopkins Ultraviolet Telescope) به طور مخفف(HUT) نوعی تلسکوپ فضایی جهت رصد نورهای طیف فرابنفش بود. این تلسکوپ در دسامبر ۱۹۹۰ طی ماموریت اس‌تی‌اس-۳۵ و در مارس ۱۹۹۵ طی ماموریت اس‌تی‌اس-۶۷ توسط شاتل به فضا حمل و مورد استفاده قرا گرفت. این تلسکوپ توسط گروهی از پژوهشگران دانشگاه جانز هاپکینز به رهبری آرتور دیویدسن(Arthur Davidsen) طراحی و ساخته شد.